# Saint Seiya: The Lost Canvas
Saint Seiya: The Lost Canvas - Meiō Shinwa (em japonês: 聖闘士星矢 THE LOST CANVAS 冥王神話; romaniz.: Seinto Seiya Za Rosuto Kyanbasu - Meiō Shinwa; lit. "Santo Seiya: A Tela Perdida - O Mito do Rei das Trevas"), no Brasil: Os Cavaleiros do Zodíaco: The Lost Canvas - A Saga de Hades, também conhecido simplesmente como The Lost Canvas, é uma série de mangá japonesa escrita e ilustrada por Shiori Teshirogi. É um spin-off baseado na série de mangá Os Cavaleiros do Zodíaco, que foi criada, escrita e ilustrada pelo autor japonês Masami Kurumada. The Lost Canvas foi publicado pela Akita Shoten na revista Weekly Shōnen Champion começando em 24 de agosto de 2006, e concluindo após 223 capítulos em 6 de abril de 2011, com vinte e cinco tankōbon lançados. Originalmente concebido como uma história em quadrinhos cujo objetivo era trabalhar simultaneamente com Saint Seiya: Next Dimension de Kurumada como uma interpretação multi-ângulo dos elementos compartilhados de seu enredo, que decorre de um evento mencionado no mangá Saint Seiya original de Kurumada; a abordagem foi rapidamente abandonada, pois ambos os trabalhos divergiram muito, e Next Dimension de Kurumada permaneceu como a narrativa canônica desses eventos, e The Lost Canvas como uma releitura alternativa separada.[carece de fontes?] A história se passa no século 18, e se concentra em como um órfão conhecido como Tenma se torna um dos 88 guerreiros de Athena, conhecidos como Cavaleiros, e se encontra em uma guerra lutando contra seu melhor amigo Alone, que é revelado como a reencarnação do maior inimigo de Athena, o Deus Hades.
Em junho de 2009, a TMS Entertainment começou a adaptar o mangá no formato OVA, produzindo 26 episódios, que seguiram o material original de perto e ocasionalmente o expandiram. Teshirogi também começou a lançar uma série spin-off de The Lost Canvas dois meses após o término da serialização principal. Intitulada Saint Seiya: The Lost Canvas - Meiō Shinwa - Gaiden (聖闘士星矢 The Lost Canvas 冥王神話 外伝, Seinto Seiya Za Rosuto Kyanbasu - Meiō Shinwa Gaiden, lit. "Santo Seiya: A Tela Perdida - O Mito do Rei das Trevas - Anedotas"), o spin-off se concentra em contos relacionados a vários Cavaleiros antes dos eventos descritos na série principal.
Em 23 de abril de 2012, foi anunciado na revista Shōnen Champion que The Lost Canvas mudaria de uma publicação semanal para mensal em junho seguinte, e mudando para a revista recém-criada, Bessatsu Shōnen Champion da Akita, complementar a Shōnen Champion, retomando a publicação dos capítulos restantes de Anedotas nessa data.
Em abril de 2013, a TMS anunciou através da conta oficial do anime The Lost Canvas no Twitter que não havia planos para uma terceira temporada da adaptação. Além disso, um capítulo especial do mangá foi anunciado, para comemorar o 40º aniversário de Kurumada como artista de mangá.

## Enredo
Saint Seiya: The Lost Canvas conta a história da Guerra Santa anterior, ocorrendo no século XVlll, 250 anos antes da série original, no universo de Os Cavaleiros do Zodíaco. A história centra-se na luta entre Tenma, o cavaleiro de Pégaso e um dos 88 Cavaleiros que seguem Athena, e Alone, um jovem pintor e futuro escolhido para ser o corpo humano hospedeiro do Deus Hades. Enquanto os dois eram amigos íntimos de infância na Grécia e viviam ao lado da irmã de Alone, Sasha, o trio se separou. Sasha, por ser a deusa Athena que reencarnou na Terra naquele tempo, foi enviada primeiro ao Santuário e então, pouco tempo depois, Tenma foi enviado ao Santuário também, para proteger Sasha, deixando Alone sozinho na vila onde moravam. Enquanto Tenma tinha o Cosmo, a energia dos cavaleiros, Sasha aos poucos foi despertando seu poder divino. Com o passar dos anos, tudo o que Alone pinta é destruído, e ele acaba conhecendo Pandora, a fiel assistente de Hades e líder das tropas de espectros do imperador do inferno. Ela então, explica que ele foi escolhido para ser o hospedeiro de Hades, o convencendo de que a morte significa salvação, com o auxílio dos deuses gêmeos da morte e do sono, Thanatos e Hypnos. Alone, então, é possuído e reúne os soldados de Hades, os 108 Espectros para iniciar uma guerra contra Athena e seus cavaleiros.
Durante a guerra, os Cavaleiros e os Espectros se enfrentam. Tenma e Sasha têm que lidar com Alone que começa a fazer o "Lost Canvas", uma vasta pintura de todo o planeta Terra, no céu, para que depois que ele terminar, o mundo inteiro morra. Com Alone ainda não sendo totalmente controlado pela alma de Hades, Pandora, ao lado de Hypnos e seu irmão Thanatos, lideram os Espectros. No entanto, como os dois deuses são selados pelo ex-Mestre do Santuário, Sage, e seu irmão gêmeo Hakurei de Altar, Alone convida os poucos cavaleiros restantes para os Templos Malignos localizados no Lost Canvas. Uma vez que eles passam pelos templos, é revelado que Alone não é totalmente possuído por Hades e, em vez disso, está usando os poderes do deus para seus próprios motivos. Além disso, os pais de Tenma, Yohma de Mephistopheles e Partita de Coruja aparecem como Espectros nos Templos para forçar seu filho a transformar seu Armadura de Bronze de Pégaso na armadura mais poderosa de todas: A Armadura Divina. Com a Armadura Divina, Tenma e suas futuras reencarnações poderão lutar contra os Deuses e ajudar Athena a acabar com todas as guerras.
Após várias batalhas nos Templos, Tenma enfrenta Alone diretamente, com o primeiro conseguindo derrotar o último, causando a destruição do Lost Canvas. Pouco depois, Alone é possuído completamente por Hades e tenta matar Athena. Porém com os esforços conjuntos de Tenma, Athena, os cavaleiros de ouro Dokko de Libra e Shion de Áries e pelas almas dos Cavaleiros falecidos na guerra santa, Hades é forçado a sair do corpo de Alone e tenta escapar indo para o último Templo Maligno, fazendo com que Tenma, Sasha e Alone, agora livre de Hades, decidam segui-lo. Os três conseguem selar a alma de Hades em uma torre maligna, mas nunca retornam à Terra, pois morrem junto com o Deus. Os dois Cavaleiros sobreviventes, Dohko de Libra e Shion de Áries, se preparam para uma possível futura guerra contra Hades. Dohko de Libra foi designado para vigiar permanentemente a torre onde Hades e seus 108 espectros foram selados, enquanto Shion de Áries reconstrói e lidera o Santuário de Athena, visando preparar a nova geração de cavaleiros para o futuro renascimento do imperador do submundo.

## Desenvolvimento
Shiori Teshirogi conheceu Masami Kurumada em um evento público que ela visitou uma vez durante o tempo em que era uma nova autora de mangá. Nesse caso, Teshirogi enviou a Kurumada o primeiro mangá que ela fez, bem como uma carta que fez Kurumada pedir que ela escrevesse The Lost Canvas. Embora ela estivesse feliz com tal proposta devido ao fato de Saint Seiya sempre ter sido seu mangá favorito, ela encontrou problemas para escrevê-lo, pois costumava escrever shōjo e The Lost Canvas era para ser do gênero shōnen. Para fazer isso, Teshirogi teve que mudar várias coisas de seu estilo, como a narração e se acostumar a desenhar lutas. Antes do mangá começar, Kurumada enviou a Teshirogi uma versão geral da história do mangá, mas enquanto a série continuasse, ela começou a mudar algumas partes depois de discutir com pessoas da Akita Shoten. Além disso, os designs dos personagens e os panos foram baseados na segunda temporada da adaptação do anime Saint Seiya (conhecida como Asgard), mas ela os combinou com seu próprio estilo. Quando Teshirogi recebeu a proposta para iniciar The Lost Canvas, ela foi informada de que a série duraria alguns volumes. No entanto, quando o décimo volume foi publicado, ela ficou surpresa com a duração da série, o que ela achou incrível.
Na produção da série, as emoções são o que Teshirogi mais presta atenção quando está desenhando, o que a faz refazer várias de suas ilustrações. Tanto em Saint Seiya quanto em Lost Canvas, seu personagem favorito é o Cavaleiro de Págaso, que se tornou aquele que ela mais gosta de desenhar. Ao criar Tenma, o Cavaleiro de Pégaso de Lost Canvas, Teshirogi verificou se as palavras de Tenma seriam como as de Seiya, mas ela percebeu que ambos os personagens tinham personalidades diferentes. Os Cavaleiros de Ouro de Câncer, Peixes e Touro foram desenvolvidos com a ideia de Teshirogi do que ela poderia fazer com os da série original. Quando ela recebeu comentários de que esses três Cavaleiro de Ouro de Lost Canvas são mais interessantes do que os da série original, ela respondeu que não pretendia dar a eles nenhum tratamento especial. Os nomes dos personagens são criados de acordo com suas origens e constelações, como Albafica de Peixes, cuja porção "Alba" de seu nome foi desenvolvida quando Teshirogi estava pensando em nomes de rosas.

## Mídias

### Mangá
Os capítulos de Saint Seiya: The Lost Canvas, foram publicados pela Akita Shoten na revista Weekly Shonen Champion a partir 24 de agosto de 2006 e 7 de abril de 2011. O primeiro volume foi publicado em 12 de dezembro de 2006, e vinte e cinco tankōbon coletando o trabalho foram lançados.
Uma história curta composta de 40 páginas, ou gaiden, intitulada Saint Seiya: The Lost Canvas – Yuzuriha Gaiden - Chizumi no Mon (聖闘士星矢 THE LOST CANVAS ユズリハ外伝 血墨の紋), foi publicado em 16 de outubro de 2009, nas edições 11 e 12 da revista de quadrinhos Princess Gold da Akita Shōten, que é orientada para uma demografia de maioria feminina. A história se passa na mesma continuidade de Lost Canvas e explora ainda mais o passado e as motivações da personagem Yuzuriha e seu irmão mais novo Tokusa, bem como sua perspectiva dos eventos que cercam a ressurreição de Hades. Este episódio ainda não foi incluído em uma compilação tankōbon.
No capítulo final de The Lost Canvas, foi anunciada uma nova série Gaiden focalizando os Cavaleiros de Ouro, também de autoria de Shiori Teshirogi. Intitulado Saint Seiya: The Lost Canvas - Meiō Shinwa - Gaiden (聖闘士星矢 THE LOST CANVAS 冥王神话 外伝, Seinto Seiya: Za Rosuto Kyanbasu - Meiō Shinwa - Gaiden), teve seu primeiro capítulo publicado em 19 de maio de 2011.
No Brasil, The Lost Canvas começou a ser publicado pela Editora JBC em 13 de setembro de 2007 e foi finalizada com 25 volumes em 13 de fevereiro de 2012. Em fevereiro de 2018, foi anunicado que a JBC relancaria os 25 volumes da série em uma edição especial. O primeiro volume foi lançado no Anime Friends em 6 de julho de 2018, e o último volume foi lançado em fevereiro de 2022. Os Cavaleiros do Zodiaco - The Lost Canvas Gaiden teve seu primeiro volume lançado em 25 de agosto de 2012 e seu último volume lançado em 24 de novembro de 2016.

### OVAs
Uma série de animação de vídeo original (OVAs) estreou no Japão em 24 de junho de 2009. A produção é da TMS Entertainment, enquanto Osamu Nabeshima é o diretor e Yoshiyuki Suga o escritor. A primeira temporada compreende treze OVAs, cada um com 30 minutos de duração. Todos os episódios OVA foram lançados em formato DVD e Blu-ray pela VAP. A primeira temporada terminou em 21 de abril de 2010, com o lançamento do décimo primeiro, décimo segundo e décimo terceiro episódios. A segunda temporada estreou em 23 de fevereiro de 2011, adicionando mais treze OVAs à série. A segunda temporada terminou em 20 de julho de 2011, com o lançamento dos OVAs 24, 25 e 26. Em janeiro de 2011, a Crunchyroll anunciou que iria transmitir a série nos Estados Unidos, Canadá, Reino Unido e Irlanda. O design original foi revelado na Tokyo International Anime Fair 2009. A Discotek Media licenciou a série OVA para um lançamento em DVD na América do Norte e estabeleceu uma data de lançamento preliminar para 24 de novembro de 2015, mas o lançamento foi adiado para 8 de dezembro de 2015. Em agosto de 2018, foi revelado que a VSI Los Angeles havia sido contratada pela Netflix para fazer uma dublagem em inglês para a série.
No Brasil, a série foi distribuída pela Sato Company e atribuída à DVD pela Flashstar e em streaming pelas plataformas Netflix, NetMovies, Vivo Play e Amazon Prime Video. A série foi transmitida na finada emissora de TV aberta Loading. Em Portugal, a série foi emitida pela SIC Radical sob o título de Saint Seiya: A Tela Perdida, no idioma japonês com legendas.
Atualmente, a TMS confirmou que não tem planos para retomar a produção da série OVA, deixando uma grande parte do mangá original não adaptado para animação.
|  | 1 | 13 | 24/06/2009 13/12/2009 | 21/08/2009 13/12/2009 | 21/10/2009 13/12/2009 | 23/12/2009 28/07/2010 | 23/02/2010 28/07/2010 | 21/04/2010 28/07/2010 | 13/12/2009 (vol. 1) 19/10/2010 (vol. 1; rel.) 28/07/2010 (vol. 2) 02/2016 (completa) |
|  | 2 | 13 | 23/02/2011 20/07/2013 | 18/03/2011 20/07/2013 | 20/04/2011 20/07/2013 | 18/05/2011 30/10/2013 | 22/06/2011 30/10/2013 | 20/07/2011 30/10/2013 | 20/07/2013 (vol. 1) 30/10/2013 (vol. 2)                                              |

## Mercadorias
The Lost Canvas gerou alguns itens de mercadoria. Três CDs foram lançados, um com as músicas-tema de abertura e encerramento chamadas "Realm of Athena" e "Hana no Kusari", respectivamente. O outro CD contém a trilha sonora original da primeira temporada da adaptação para anime foi lançada em 25 de setembro de 2009. Dois personagens da série, Tenma de Pégaso e Kagaho de Benu, foram lançados como parte da série de figuras Saint Seiya - Myth Cloth da Bandai. Outras mercadorias incluem uma toalha de microfibra, um espelho de bolso e dois quebra-cabeças.

### Temas de Abertura e Encerramento
| 聖闘士星矢 THE LOST CANVAS 冥王神話 主題歌集 |                                                            |         |  |
| N.º                                          | Título                                                     | Duração |  |
| 1.                                           | "The Realm of Athena (TV Size)"                            | 1:35    |  |
| 2.                                           | "The Realm of Athena (Full Version)"                       | 4:48    |  |
| 3.                                           | "The Realm of Athena (Karaoke)"                            | 4:47    |  |
| 4.                                           | "Chain of Flowers (TV Size) (花の鎖, Hana no Kusari)"      | 1:39    |  |
| 5.                                           | "Chain of Flowers (Full Version) (花の鎖, Hana no Kusari)" | 4:12    |  |
| 6.                                           | "Chain of Flowers (Karaoke) (花の鎖, Hana no Kusari)"      | 4:07    |  |

#### Versões brasileiras
| N.º | Título                             | Artista       | Duração |  |
| 1.  | "Reino de Atena (Abertura)"        | Rodrigo Rossi | 1:30    |  |
| 2.  | "Reino de Atena (Versão Completa)" | Rodrigo Rossi | 4:40    |  |
| 3.  | "Laços de Flor (Encerramento)"     | Melissa Matos | 1:30    |  |
| 4.  | "Laços de Flor (Versão Completa)"  | Melissa Matos | 4:06    |  |

### Trilha Sonora Original I
| 聖闘士星矢 THE LOST CANVAS 冥王神話 オリジナルサウンドトラック |                                                                                                  |         |  |
| N.º                                                            | Título                                                                                           | Duração |  |
| 1.                                                             | "The Lost Canvas (失われたキャンバス, Ushinawareta Kyanbasu)"                                    | 2:42    |  |
| 2.                                                             | "The Realm of Athena (TV Size) (アテナの王国, Atena no Ōkoku)"                                   | 1:33    |  |
| 3.                                                             | "Tenma & Alone in Their Youth (幼き日のテンマとアローン, Itoki hi no Tenma to Alone)"            | 2:15    |  |
| 4.                                                             | "Sasha's Prayer (サーシャの祈り, Sasha no Inori)"                                                | 2:04    |  |
| 5.                                                             | "The Cathedral of the Forest (森の大聖堂, Mori no Daiseidou)"                                    | 1:11    |  |
| 6.                                                             | "Hades The Underworld King (冥王ハーデス, Meiou Hades)"                                          | 2:32    |  |
| 7.                                                             | "Awaken (覚醒, Kakusei)"                                                                         | 1:09    |  |
| 8.                                                             | "Pandora (パンドラ, Pandora)"                                                                    | 1:20    |  |
| 9.                                                             | "Spectre (冥闘士, Spectre)"                                                                      | 1:25    |  |
| 10.                                                            | "Libra Dohko (天秤座の童虎, Tenbinza no Douko)"                                                  | 1:28    |  |
| 11.                                                            | "Bennu Kagaho of the Celestial Star of Violance (天暴星ベヌウの輝火, Tenbousei Benuu no Kagaho)" | 1:19    |  |
| 12.                                                            | "Virgo Asmita (乙女座のアスミタ, Otomoza no Asmita)"                                             | 1:15    |  |
| 13.                                                            | "Taurus Aldebaran (牡牛座のアルデバラン, Oushiza no Aldebaran)"                                  | 1:59    |  |
| 14.                                                            | "Goddess Athena (女神アテナ, Megami Athena)"                                                     | 1:26    |  |
| 15.                                                            | "Sanctuary (聖域, Sanctuary)"                                                                    | 1:17    |  |
| 16.                                                            | "Cosmo (小宇宙, Cosmo)"                                                                          | 1:10    |  |
| 17.                                                            | "Two Bronze Saints (二人の青銅聖闘士, Futari no Seidō Seinto)"                                   | 0:58    |  |
| 18.                                                            | "Saint's Training (聖闘士の修業, Saint no Shuugyou)"                                             | 0:58    |  |
| 19.                                                            | "Bonds (絆, Kizuna)"                                                                             | 1:11    |  |
| 20.                                                            | "Relief (休息, Kyuusoku)"                                                                        | 1:19    |  |
| 21.                                                            | "A Far Memory (遠い記憶, Tooi Kioku)"                                                            | 1:14    |  |
| 22.                                                            | "A Wreath of Promise (約束の花輪, Yakusoku no Hanawa)"                                           | 1:40    |  |
| 23.                                                            | "Jamir (ジャミール, Jamil)"                                                                      | 1:36    |  |
| 24.                                                            | "Underworld's Trap (冥界の罠, Meikai no Wana)"                                                   | 1:53    |  |
| 25.                                                            | "The Gray Canvas (灰色のキャンバス, Haiiro no Kyanbasu)"                                         | 1:32    |  |
| 26.                                                            | "The Trio of the Netherworld (冥府の三重奏, Meifu no Sanjyuusō)"                                 | 1:10    |  |
| 27.                                                            | "Emissary from Darkness (暗黒からの使者, Ankoku Kara no Shisha)"                                 | 1:37    |  |
| 28.                                                            | "A Desperate Struggle (死闘, Shitō)"                                                             | 2:02    |  |
| 29.                                                            | "Death Messenger (デスメッセンジャー, Desumessenjā)"                                             | 0:42    |  |
| 30.                                                            | "Saint's Death (聖闘士の死, Seinto no Shi)"                                                      | 3:18    |  |
| 31.                                                            | "Pope and Hades (教皇とハーデス, Kyoukou to Hades)"                                              | 1:39    |  |
| 32.                                                            | "Clash (激突, Gekitotsu)"                                                                        | 1:46    |  |
| 33.                                                            | "Cloth's Pride (聖衣の誇り, Seii no Hokori)"                                                     | 1:37    |  |
| 34.                                                            | "Holy War (聖戦, Seisen)"                                                                        | 1:16    |  |
| 35.                                                            | "Pegasus Saint (天馬星座の聖闘士, Pegasus no Seinto)"                                            | 1:47    |  |
| 36.                                                            | "Chain of Flowers (TV Size) (花の鎖, Hana no Kusari)"                                            | 1:33    |  |

### Música de Personagem
| 聖闘士星矢 THE LOST CANVAS 冥王神話 キャラクターソング アルバム |                                                                                     |         |  |
| N.º                                                             | Título                                                                              | Duração |  |
| 1.                                                              | "FAITH (耶人 (阿部敦) CV: Atsushi Abe / Unicorn Yato"                               | 4:22    |  |
| 2.                                                              | "Promise ～君を守るよ～ (ユズリハ (小林沙苗)) CV: Sanae Kobayashi / Crane Yuzuriha" | 4:30    |  |
| 3.                                                              | "Golden Dream (童虎 (三宅健太)) CV: Kenta Miyake / Libra Dohko"                     | 4:27    |  |
| 4.                                                              | "Deadend Game (タナトス (川田紳司) CV: Shinji Kawada / Thanatos"                    | 4:11    |  |
| 5.                                                              | "Nothing (アローン(下野紘)) CV: Hiro Shimono / Alone"                               | 3:27    |  |
| 6.                                                              | "Illusion Garden (パンドラ (水樹奈々) CV: Nana Mizuki / Pandora"                    | 4:42    |  |
| 7.                                                              | "Legend of Us (ラギ・エル・ナギル (柿原徹也) CV: Tetsuya Kakihara / Pegasus Tenma"  | 4:11    |  |
| 8.                                                              | "Strength (アルデバラン (杉田智和)) CV: Tomokazu Sugita / Taurus Hasgard"           | 4:19    |  |
| 9.                                                              | "Azure (サーシャ(平野綾)) CV: Aya Hirano / Sasha"                                   | 5:18    |  |

### CD Drama Gaiden de Albafica
Foi lançado um CD Drama sobre um dos Cavaleiros de Atena, Albafica de Peixes. Atualmente, o CD está disponível apenas para pessoas que compraram as primeiras edições de todos os 6 volumes em DVD ou Blu-ray da animação Saint Seiya: The Lost Canvas. Apenas pessoas no Japão são elegíveis para receber o CD.

### Artbook
Um artbook chamado Saint Seiya: The Lost Canvas – Meiō Shinwa Gashū (聖闘士星矢 The Lost Canvas 冥王神話画集, Seinto Seiya Za Rosuto Kyanbasu - Meiō Shinwa Gashū), no Brasil Os Cavaleiros do Zodíaco: The Lost Canvas Artbook, foi lançado em 18 de março de 2016, para coincidir com o lançamento do capítulo final da serialização "The Lost Canvas Gaiden" e o 10º aniversário da série The Lost Canvas. No Brasil, o livro foi lançado 1 de dezembro de 2016 pela JBC.

## Recepção
Durante sua primeira semana, o volume 13 do mangá vendeu 25.238 cópias no Japão. Todos os volumes Gaiden de Lost Canvas não entraram no top 30 de mangás mais vendidos no Japão. Durante sua primeira semana, Lost Canvas Gaiden 2 vendeu 21.000 cópias no Japão e ficou em 30º lugar dos mangás mais vendidos em dezembro de 2011. Durante sua primeira semana, Lost Canvas Gaiden 8 vendeu 24.000 cópias no Japão e ficou em 44º lugar dos mangás mais vendidos em agosto de 2013. Durante sua primeira semana, Lost Canvas Gaiden 9 vendeu 19.100 cópias no Japão e ficou em 48º lugar dos mangás mais vendidos em dezembro de 2013. Durante sua primeira semana, Lost Canvas Gaiden 10 vendeu 22.000 cópias no Japão e ficou em 47º lugar dos mangás mais vendidos em junho de 2014.
De acordo com um livreto que veio junto com o quinto volume de Anedotas, os vinte e cinco volumes de The Lost Canvas venderam cerca de 6,7 milhões de cópias apenas no Japão.
A série de anime recebeu críticas geralmente positivas por críticos de anime. Foi elogiado por ser acessível a espectadores que não têm conhecimento do Saint Seiya original, apesar de ser uma prequela, e ao mesmo tempo permite que os fãs do original vejam os eventos de um ponto de vista diferente. Enquanto o uso de personagens foi notado como comum nas séries japonesas em geral, a entrega de vários deles, como o relacionamento de Tenma e Alone, foi notada como agradável. A animação foi notada por se destacar "lindamente" principalmente em lutas. Embora os ataques realizados pelo personagem tenham sido considerados involuntariamente engraçados pela UK Anime Network como resultado de seus nomes, a notável exibição de violência fez o crítico se perguntar se o programa deveria ser voltado para um público jovem.
Na entrevista com Nelson Akira Sato, presidente da distribuidora audiovisual Sato Company, distribuidora oficial de The Lost Canvas no Brasil, confirmou que o autor original, Masami Kurumada não renovou os direitos com a TMS Entertainment para continuar com a adaptação animada do mangá.